# Scott Wolfe
Scott Wolfe (1984) è un ex giocatore di football americano australiano, che ha giocato come strong safety.